# 淫獣聖戦シリーズ
淫獣聖戦シリーズ（いんじゅうせいせんシリーズ）は、1994年から1997年に大映からリリースされたアダルトアニメシリーズ。

## 概要
双子の姉妹である天津亜衣と天津麻衣が、淫魔という異界の魔物を相手に戦う戦闘美少女ものである。タイトルに「淫獣」とあるように、先に同社からリリースされていた『淫獣学園』シリーズ同様に触手攻めなどによるエロ描写が見せ場となっており、制作スタッフも『淫獣学園』とほぼ共通しているが、本シリーズは漫画などの原作を持たないアニメオリジナル作品である。また、本シリーズはシリアスなストーリー展開や平安時代からの永きにわたる敵との因縁の歴史など、設定やストーリーにも力が入っている。
「ジャパネスク・エロス」（和風なエロス）というキャッチコピーが示すように、2人の戦闘時のコスチュームが和風であったりするなど、和のテイストを強く打ち出した作風となっている。

## ストーリー

### 淫獣聖戦XX
この世を淫らに染めようとする鬼獣淫界の時平の邪魔をする天神子守衆。
その中でも天津亜衣と天津麻衣の天津姉妹は強力な神通力を発揮する巫女姿の羽衣を纏う戦士となり、この世を淫らな世界へと変えようとする淫魔たちと戦う。
幾度か天津姉妹をあと一歩のことろまで追い詰める時平であったが、木偶の坊や天津幻舟などにより、天神子守衆たちに自らの企みを阻止され続けていた。
このような状況に業を煮やした時平はカーマとスートラを呼び寄せ、亜衣と麻衣をはじめ天津幻舟が当主として己の企みを阻止し続ける天神子守衆の討伐と、引いては長年の悲願である淫魔大王の即位のため、鬼麿をさらってくるように命じる。
カーマとスートラは亜衣や麻衣の通う学校の転入生として学園に忍び込み、淫らな仕掛けを施した後にその術式を発動する。
大規模な術式により世界が混沌としていく中、その騒ぎに乗じて鬼麿を攫うことに成功したカーマとスートラは時平に鬼麿の身を引き渡した後、世界を淫らな色に染めるため、強引に鬼麿を淫魔大王へと覚醒させる。
その頃、現実世界でも異変が起こりはじめ、ほどなくして鬼麿が偽物とすげかえられたことに気づいた天神子守衆の前にカーマとスートラが現れる。
カーマとスートラは天神子守衆や天津姉妹に淫術をかけたのち、天神子守衆の1人を惨殺し、術中にはまった亜衣と麻衣を手にかけようとするが、天津幻舟が間一髪で2人の身を引かせた直後に自らその刃を受けて致命傷を負うも強靭な精神により、カーマとスートラを追い返す。
幻舟が重症を負っために一度館へと引き返す天津姉妹。
一方、鬼獣淫界では現世で攫ってきた女子生徒たちを覚醒した淫魔大王が触手で犯しながら、その触手で身体を貫いて女子生徒や天神子守衆の巫女を亡き者としていた。
現世では天津姉妹が幻舟の遺言を聞き、幻舟の最後を看取ったのちに鬼獣淫界を滅ぼす決意を固める。
しかし祖母を殺されたことで我を忘れた亜衣と麻衣は万全な状態で待ち受ける鬼獣淫界への愚かな特攻を強行してしまい、幻舟の遺言である鬼獣淫界を打ち倒す術を聞きながらも、怒り狂った亜衣と麻衣はその存在すら忘れてしまい、多くの女を侍らせて宴を行う鬼獣淫界に刃を向けるのだったが、あらかじめ仕掛けを施していた時平たちは天津姉妹の攻撃を察知し、カーマと亜衣、スートラと麻衣がそれぞれ一騎打ちとなる。はじめは互角の戦いが続く中、地の利があるカーマ、スートラが優勢となり、徐々に劣勢となる天津姉妹、体制を整えようと一旦引こうとする姉妹に鬼獣淫界のさらなる仕掛けが2人を襲い、またカーマとスートラもそれぞれ鬼獣淫界の宝具を使い亜衣と麻衣を罠にかける。
冷静さを欠き、罠にハマった亜衣と麻衣は触手によって身動きがとれなくなってしまう。
亜衣と麻衣が囚われたことにより、それに興味を示しながら姉妹に近づく淫魔大王を静止させようと木偶の坊が飛び出す、これまで2人の貞操の危機を幾度も無く凌ぎ、2人の純潔を守ってきた木偶の坊、そんな彼を淫魔大王は踏みつぶそうとするも寸でのところで足が止まってしまう淫魔大王、彼の中にはまだわずかながら鬼麿の記憶が残っており、その記憶が浮かんできた淫魔大王は木偶の坊を殺せないでいた。
淫魔大王の心にかすかに残る鬼麿の心にかけた木偶の坊は、そのかすかな望みにかけるも、時平の命により小鬼たちの矢で次々と身体を貫かれる木偶の坊は天津姉妹が見守る中、2人の目の前で無念の想いで立ったまま絶命するのだった。
その後にこれまで鬼獣淫界の前に立ちはだかり、散々時平の邪魔をしてきた亜衣と麻衣は衣服を剥ぎ取られた後、時平や小鬼たちが卑しい笑みを浮かべる中、カーマとスートラによって敵陣の真っただ中に全裸で連れてこられる。
鬼獣淫界に屈してしまい、淫らな宴の生贄として素っ裸にひん剥かれてしまった亜衣と麻衣。
まずはじめに亜衣が宿敵の時平やカーマ、スートラといった鬼獣淫界の者たち、ならびに妹の麻衣に見られる中、鬼獣淫界の怪魚によって性的な拷問を受けながら屈辱的な辱めを受けた後、祖母である幻舟を殺したカーマによって弄ばれながら純潔を散らされた挙句に屈辱的な公開凌辱でその身を汚されていく。
純潔を失った亜衣はもう2度と羽衣を纏う戦士に変身することができず、カーマとスートラの笑い声を聞きながら鬼獣淫界の前に完全敗北していく。
次に麻衣が宿敵の時平やカーマ、スートラといった鬼獣淫界の者たち、ならびに姉の亜衣に見られながら、拷問器具である鬼獣淫界の木馬に乗せられていく、必死の抵抗を見せる麻衣であったが、カーマによって力ずくで木馬に身体を固定されてしまい、多くの者たちに見られながら純潔を散らされていき、亜衣と同様に屈辱的な公開凌辱でその身を汚されていく。
純潔を失った麻衣もまたもう2度と羽衣を纏う戦士に変身することができず、淫魔大王と時平の笑い声を聞きながら鬼獣淫界の前に完全敗北し、気を失っていった。

## 登場人物

### 天神子守衆
天神様（菅原道真）の末裔である光の御子を守護することを使命とする血族。天津屋敷を本拠とする。
天津亜衣（あまつ あい）
声 - 川原真琴
天津姉妹の双子の姉。髪型は腰の辺りまで長く伸びたポニーテール。女子校の天神学園に通う女子高生で、弓道部に所属。特技は書道と弓道。
好きな色は青で、変身後のコスチュームも青と白を基調とする。負けん気が強く、自分だけでなく他者に対しても厳しい性格。男嫌い。
戦闘時は変身直後に手にする梅の枝を弓矢に変え、武器として用いる。弓には両端に刃物が付いており、接近戦でも使用可能。
数々の淫魔たちとの戦いの中で辱めを受け、凌辱されそうになるが木偶の坊や天津幻舟などの助けにより純潔は守られており、強敵相手に勝利をおさめていた。
鬼獣淫界との激しい戦いの最中、時平が呼び寄せたカーマとスートラの出現により、彼らとの戦いで淫術にかけられた自分たちをかばって祖母を殺されてしまう。
このことで頭に血がのぼり復讐心にかられて敵陣におびき寄せられしまい、罠に嵌められた挙句、目の前で自分たちをかばった木偶の坊も殺されてしまったことにより姉妹を守る者が死に絶えた後、一度は鬼獣淫界の前に屈してしまう。
その後、鬼獣淫界による屈辱的な性的拷問を受ける中で祖母を殺した仇であるカーマによって屈辱的な凌辱を受け純潔を散らされたことにより一時的に変身不可となる。
天津麻衣（あまつ まい）
声 - 八上恭子
天津姉妹の双子の妹。髪型はショートカット。姉と同じ天神学園に通う女子高生で、薙刀部に所属。特技はバスケットボールと薙刀。
好きな色は赤で、変身後のコスチュームも赤と白を基調とする。心優しく親しみやすい性格で、ミーハーなところもあって美系の男子には弱いなど、厳格な姉とは対照的である。
戦闘時は変身直後に手にする梅の枝を薙刀を変え、武器として用いる。
数々の淫魔たちとの戦いの中で辱めを受け、凌辱されそうになるが木偶の坊や天津幻舟などの助けにより純潔は守られており、強敵相手に勝利をおさめていた。
鬼獣淫界との激しい戦いの最中、時平が呼び寄せたカーマとスートラの出現により、彼らとの戦いで淫術にかけられた自分たちをかばって祖母を殺されてしまう。
このことで頭に血がのぼり復讐心にかられて敵陣におびき寄せられしまい、罠に嵌められた挙句、目の前で自分たちをかばった木偶の坊も殺されてしまったことにより姉妹を守る者が死に絶えた後、一度は鬼獣淫界の前に屈してしまう。
祖母を殺した仇敵である鬼獣淫界の淫魔たちによって屈辱的な性的拷問を受け、純潔を散らされたことにより一時的に変身不可となる。
鬼麿（おにまろ）
声 - 浜田大輔
天神様の末裔にして、鬼獣淫界の魔王の血も受け継ぐ少年。その出自ゆえ、鬼麿をめぐって新たな鬼獣淫界の王にしようと企む異界の鬼たちと、天神様の末裔である光の御子として守護しようとする天神子守衆の戦いが展開され、物語におけるマクガフィン的な存在となっている。
外見は5、6歳くらいだが実年齢は18歳くらいである。わがままな性格の上に性に強い興味を持っており、天津姉妹も手がつけられないほどのスケベな行動をたびたびおこす。
木偶の坊（でくのぼう）
声 - 三崎恭
鬼麿の目付け役。屈強な体格を持つ大男で、時代劇の村男のような服装をしている。鬼麿が幼かったころは熊野の山奥で二人で暮らしていたが、現在は鬼麿と一緒に天津屋敷に居候する身である。
義理堅い性格で、天津姉妹の登下校の身辺警護を申し出たことも。
六尺棒を武器に天津姉妹と共に戦い、彼女らの貞操の危機を救うこともしばしば。
天津幻舟（あまつ げんしゅう）
声 - 枝島光子
天神子守衆の当主。天津姉妹の祖母にして育ての親であり、天津流巫女舞いと武道の稽古を付け2人を厳しく育ててきた。
身の回りの世話をする巫女弟子たちと共に、天津屋敷で暮らしている。
鬼獣淫界との最終決戦でカーマとスートラによる淫術にかかった亜衣と麻衣をかばい、致命傷を負って瀕死の状態になりながらもカーマとスートラを追い払ったのち、姉妹に見守られながら息を引き取った。
この死が図らずも天津姉妹を復讐者に仕立て上げて、彼女たちが鬼獣淫界に敗れてしまい、天津姉妹が純潔を散らしてしまう原因となってしまう。

### 鬼獣淫界
カーマ
『淫獣聖戦XX』から登場。
鬼獣淫界最強の刺客として時平に呼び出され、天神子守衆との戦いにおいて主に亜衣と戦う。
天神子守衆の当主である幻舟に致命傷を負わせ、敵討ちにきた天津姉妹を卑劣な罠に嵌めて捕らえた後に姉妹を性的な拷問にかけ、その流れの中で長年守られてきた亜衣の純潔を散らし、彼女の初めての男となる。
そして亜衣を犯した後に麻衣を鬼獣淫界の拷問器具である木馬に乗せて、間接的に麻衣の純潔も散らしていき、一時的に2人が変身することを不可能にして天津姉妹を奈落の底へと突き落とす。
スートラ
『淫獣聖戦XX』から登場。
鬼獣淫界最強の刺客として時平に呼び出され、天神子守衆との戦いにおいて主に亜衣と戦う。
天神子守衆の当主である幻舟に致命傷を負わせ、敵討ちにきた天津姉妹を卑劣な罠に嵌めて捕らえた後に彼女たちが性的な拷問にかけられるのを見ながら侮蔑したりしてその様子を楽しんでおり、亜衣がカーマに犯されたのちに無念の涙をながしながら失神したときには心の底から笑っていた。

## スタッフ
- 原作・脚本：都王子
- 企画・製作：ラッシャー池田
- 監修：スモーリー和泉・槇賢人
- 監督：ふくもとかん
- キャラクターデザイン・作画監督：りんしん
- 音響監督：黛計
- 音楽：高浜輝夫
- 演出：金澤勝眞
- 制作：ダンディ・ライオン（現：アームス）

## 主題歌
いずれもエンディングテーマとして使用されている。
「今夜はムーンライト」
『聖獣伝ツインドールズ』、『聖獣伝ツインドールズ2』エンディングテーマ。
「LOVE」
『淫獣聖戦ツインエンジェル』、『淫獣聖戦ツインエンジェル2』エンディングテーマ。
「友達（かれ）」
『淫獣聖戦ツインエンジェル3』、『淫獣聖戦ツインエンジェル4』エンディングテーマ。
上記3曲は作詞・歌：野口典子、作曲／編曲：高浜輝夫。
「Day’s Moon」
『淫獣聖戦XX 魔王新生篇』、『淫獣聖戦XX 鬼畜都市篇』エンディングテーマ。
「Good-Bye Weak Girl」
『淫獣聖戦XX 姉妹奈落篇』、『淫獣聖戦XX 羽衣飛翔篇』エンディングテーマ。
上記2曲は作詞・歌：Yoko、作曲／編曲：高浜輝夫。

## リリースデータ
- 聖獣伝 ツインドールズ -VHS 1994年7月22日発売
- 聖獣伝2 ツインドールズ -VHS 1994年8月26日発売
- 淫獣聖戦 ツインエンジェル -VHS 1995年5月12日発売
- 淫獣聖戦2 ツインエンジェル -VHS 1995年6月9日発売
- 淫獣聖戦3 ツインエンジェル -VHS 1995年7月14日発売
- 淫獣聖戦4 ツインエンジェル -VHS 1995年8月11日発売
- 淫獣聖戦XX 魔王新生篇 -VHS 1997年6月13日発売
- 淫獣聖戦XX 鬼畜都市篇 -VHS 1997年7月11日発売
- 淫獣聖戦XX 姉妹奈落篇 -VHS 1997年8月8日発売
- 淫獣聖戦XX 羽衣飛翔篇 -VHS 1997年9月12日発売

2000年6月21日には徳間ジャパンコミュニケーションズによるDVD版が販売されている。また、2002年3月20日には各作品をまとめたDVDダイジェスト版が販売された。

## 書籍

### 小説
原作・脚本を担当した都王子により執筆された。『淫獣聖戦XX 第2巻』まではアニメのノベライズだが、アニメ終了後となる2005年発売の『淫獣聖戦DNA』上下巻は小説オリジナルである。『DNA』は平安時代にタイムスリップした天津姉妹の活躍が描かれており、菅原道真や安倍晴明といった歴史上の人物も多数登場する。また藤原時平と鬼夜叉童子が別キャラクターとなっていたり、幻舟がなくなっていることから最終シリーズ『XX』の後のはずだが、灰燼に帰した天津屋敷が普通に存在しているなど、アニメの設定を踏襲していない部分もある。
- 淫獣聖戦 ツインエンジェル - ワコー出版（JoyMateシリーズ）
  - 1996年2月14日発売。ISBN 4-948732-32-X
- 淫獣聖戦2 ツインエンジェル - ワコー出版（JoyMateシリーズ）
  - 1996年7月10日発売。ISBN 4-948732-48-6
- 淫獣聖戦XX 第1巻 - コンパス（COMPASS AUSLESE NOVELS）
  - 1997年8月1日発売。ISBN 4-906407-88-9
- 淫獣聖戦XX 第2巻 - コンパス（COMPASS AUSLESE NOVELS）
  - 1997年9月20日発売。ISBN 4-906407-89-7
- 淫獣聖戦DNA 上・淫界転生の巻 - キルタイムコミュニケーション（二次元EXノベルズ）
  - 2005年3月28日発売。ISBN 4-86032-159-6 C0293
  - カバーイラスト：りんしん、挿絵：TANA
- 淫獣聖戦DNA 下・鬼畜淫炎の巻 - キルタイムコミュニケーション（二次元EXノベルズ）
  - 2005年10月30日発売。ISBN 4-86032-216-9 C0293
  - カバーイラスト：りんしん、挿絵：TANA

### その他
- 淫獣聖戦〜陰の書〜シークレットファイル - 綜合図書
  - 1998年4月25日発売。ISBN 4-915450-12-0
- 淫獣聖戦アンソロジーコミックス - キルタイムコミュニケーション（二次元ドリームコミックス）
  - 2006年2月26日発売。ISBN 4-86032-247-9 C0979
  - 表紙：りんしん
  - ピンナップ：TANA
  - 漫画：秋葉わたる、不動乱、ぱふぇ、七瀬瑞穂、おおたたけし、たかねのはな、山吹ムック、inoino、磯野としあき